# 烏弗塞卡門嶺
71°24′S 13°14′E / 71.400°S 13.233°E
烏弗塞卡門嶺是南極洲的山峰，位於東部南極洲的毛德皇后地，屬於沃爾塔特山脈中格魯伯山脈的一部分，該山嶺由德國的探險隊發現。